# Dołoteckie
Dołoteckie (ukr. Долотецьке) – część wsi Dowhaliwka na Ukrainie w rejonie pohrebyszczeńskim, obwodu winnickiego.

## Zabytki
- piętrowy pałac wybudowany w 1914 z balkonem i czworoboczną wieżą zwieńczoną balustradą od frontu. Własność Podhorskich[2].